# لا پالما (کوبا)
لا پالما (به اسپانیایی: La Palma) یک منطقهٔ مسکونی در کوبا است که در استان پینار دل ریو واقع شده‌است. لا پالما ۶۲۱ کیلومتر مربع مساحت و ۳۵٬۴۲۶ نفر جمعیت دارد و ۵۰ متر بالاتر از سطح دریا واقع شده‌است.
اقتصاد لا پالما حول محور کشاورزی مبتنی بر آبیاری می چرخد. موز، گوجه فرنگی و تنباکو به همراه گلدوزی از از محصولات این منطقه به حساب می آیند. اهمیت گردشگری در لا پالما افزایش یافته است. لا پالما در چند سال اخیر به خاطر داشتن مناظر زیبا توانسته است توریست جذب کند.  
لاپالما ( La Palma ) شمال غربی ترین جزیره از جزایر قناری اسپانیا است که پنجمین جزیره در بین ۷ جزیره موجود در این مجمع الجزایر می ‏باشد. همانند تمامی جزایر موجود در مجمع الجزایر قناری ، لا پالما نیز در اثر فعالیت های آتشفشانی شکل گرفته است که در حال ‏حاضر در کنار جزیره تنریف ، جزیره ایست که هنوز فعالیت های آتشفشانی دارد و گفته می شود چهار میلیون سال پیش شکل ‏گرفته است. لا پاما دارای شهرکی توریستی کوچک با خیابان هایی سنگفرش شده می باشد که مورد توجه علاقه مندان به طبیعت گردی و جزیره دوست قرار دارد. 
از ۱۶:۰۵ CDT
طوفان تا ساعت 18:15 ادامه دارد.

## چهارشنبه ۱۷ خرداد
50%
غرب جنوب غربی 11 کیلومتر / ساعت
- اینگونه حس می‌شود29°
- بادغرب جنوب غربی 11 کیلومتر / ساعت
- رطوبت87%
- شاخص UV4 از 10
- پوشش ابر61%

30%
غرب جنوب غربی 8 کیلومتر / ساعت
16%
جنوب غرب 7 کیلومتر / ساعت
13%
جنوب جنوب غربی 5 کیلومتر / ساعت
12%
جنوب جنوب شرقی 4 کیلومتر / ساعت
10%
جنوب جنوب شرقی 4 کیلومتر / ساعت
7%
جنوب جنوب شرقی 4 کیلومتر / ساعت

## پنجشنبه ۱۸ خرداد
10%
جنوب جنوب شرقی 6 کیلومتر / ساعت
14%
جنوب 6 کیلومتر / ساعت
8%
جنوب 6 کیلومتر / ساعت
14%
جنوب جنوب غربی 5 کیلومتر / ساعت
17%
جنوب جنوب غربی 5 کیلومتر / ساعت
16%
جنوب جنوب غربی 5 کیلومتر / ساعت
12%
جنوب جنوب غربی 5 کیلومتر / ساعت
18%
جنوب جنوب غربی 5 کیلومتر / ساعت
15%
جنوب جنوب غربی 5 کیلومتر / ساعت
18%
جنوب جنوب غربی 7 کیلومتر / ساعت
11%
جنوب غرب 10 کیلومتر / ساعت
33%
جنوب غرب 10 کیلومتر / ساعت
62%
غرب جنوب غربی 10 کیلومتر / ساعت
67%
غرب جنوب غربی 10 کیلومتر / ساعت
72%
غرب 12 کیلومتر / ساعت
71%
غرب جنوب غربی 14 کیلومتر / ساعت
68%
جنوب غرب 12 کیلومتر / ساعت
59%
غرب جنوب غربی 10 کیلومتر / ساعت
53%
جنوب غرب 9 کیلومتر / ساعت
43%
غرب جنوب غربی 8 کیلومتر / ساعت
33%
جنوب غرب 6 کیلومتر / ساعت
24%
جنوب 4 کیلومتر / ساعت
24%
جنوب جنوب شرقی 4 کیلومتر / ساعت
17%
جنوب جنوب شرقی 4 کیلومتر / ساعت

## جمعه ۱۹ خرداد
13%
جنوب جنوب شرقی 4 کیلومتر / ساعت
16%
جنوب 4 کیلومتر / ساعت
16%
جنوب 5 کیلومتر / ساعت
14%
جنوب جنوب غربی 4 کیلومتر / ساعت
8%
جنوب جنوب غربی 5 کیلومتر / ساعت
17%
جنوب جنوب غربی 4 کیلومتر / ساعت
16%
جنوب جنوب غربی 4 کیلومتر / ساعت
22%
جنوب جنوب غربی 3 کیلومتر / ساعت
24%
جنوب جنوب غربی 3 کیلومتر / ساعت
17%
جنوب غرب 4 کیلومتر / ساعت
21%
جنوب غرب 8 کیلومتر / ساعت
24%
غرب جنوب غربی 10 کیلومتر / ساعت
38%
غرب 11 کیلومتر / ساعت
42%
غرب شمال غربی 13 کیلومتر / ساعت
54%
غرب شمال غربی 14 کیلومتر / ساعت
50%
شمال غرب 15 کیلومتر / ساعت
40%
شمال غرب 14 کیلومتر / ساعت
آب و هوای 10 روزه
از ۱۶:۰۵ CDT
طوفان تا ساعت 18:15 ادامه دارد.

## چهارشنبه ۱۷ خرداد
50%
غرب جنوب غربی 11 کیلومتر / ساعت
- اینگونه حس می‌شود29°
- بادغرب جنوب غربی 11 کیلومتر / ساعت
- رطوبت87%
- شاخص UV4 از 10
- پوشش ابر61%

30%
غرب جنوب غربی 8 کیلومتر / ساعت
16%
جنوب غرب 7 کیلومتر / ساعت
13%
جنوب جنوب غربی 5 کیلومتر / ساعت
12%
جنوب جنوب شرقی 4 کیلومتر / ساعت
10%
جنوب جنوب شرقی 4 کیلومتر / ساعت
7%
جنوب جنوب شرقی 4 کیلومتر / ساعت

## پنجشنبه ۱۸ خرداد
10%
جنوب جنوب شرقی 6 کیلومتر / ساعت
14%
جنوب 6 کیلومتر / ساعت
8%
جنوب 6 کیلومتر / ساعت
14%
جنوب جنوب غربی 5 کیلومتر / ساعت
17%
جنوب جنوب غربی 5 کیلومتر / ساعت
16%
جنوب جنوب غربی 5 کیلومتر / ساعت
12%
جنوب جنوب غربی 5 کیلومتر / ساعت
18%
جنوب جنوب غربی 5 کیلومتر / ساعت
15%
جنوب جنوب غربی 5 کیلومتر / ساعت
18%
جنوب جنوب غربی 7 کیلومتر / ساعت
11%
جنوب غرب 10 کیلومتر / ساعت
33%
جنوب غرب 10 کیلومتر / ساعت
62%
غرب جنوب غربی 10 کیلومتر / ساعت
67%
غرب جنوب غربی 10 کیلومتر / ساعت
72%
غرب 12 کیلومتر / ساعت
71%
غرب جنوب غربی 14 کیلومتر / ساعت
68%
جنوب غرب 12 کیلومتر / ساعت
59%
غرب جنوب غربی 10 کیلومتر / ساعت
53%
جنوب غرب 9 کیلومتر / ساعت
43%
غرب جنوب غربی 8 کیلومتر / ساعت
33%
جنوب غرب 6 کیلومتر / ساعت
24%
جنوب 4 کیلومتر / ساعت
24%
جنوب جنوب شرقی 4 کیلومتر / ساعت
17%
جنوب جنوب شرقی 4 کیلومتر / ساعت

## جمعه ۱۹ خرداد
13%
جنوب جنوب شرقی 4 کیلومتر / ساعت
16%
جنوب 4 کیلومتر / ساعت
16%
جنوب 5 کیلومتر / ساعت
14%
جنوب جنوب غربی 4 کیلومتر / ساعت
8%
جنوب جنوب غربی 5 کیلومتر / ساعت
17%
جنوب جنوب غربی 4 کیلومتر / ساعت
16%
جنوب جنوب غربی 4 کیلومتر / ساعت
22%
جنوب جنوب غربی 3 کیلومتر / ساعت
24%
جنوب جنوب غربی 3 کیلومتر / ساعت
17%
جنوب غرب 4 کیلومتر / ساعت
21%
جنوب غرب 8 کیلومتر / ساعت
24%
غرب جنوب غربی 10 کیلومتر / ساعت
38%
غرب 11 کیلومتر / ساعت
42%
غرب شمال غربی 13 کیلومتر / ساعت
54%
غرب شمال غربی 14 کیلومتر / ساعت
50%
شمال غرب 15 کیلومتر / ساعت
40%
شمال غرب 14 کیلومتر / ساعت
آب و هوای 10 روزه
از ۱۶:۰۵ CDT
طوفان تا ساعت 18:15 ادامه دارد.

## چهارشنبه ۱۷ خرداد
50%
غرب جنوب غربی 11 کیلومتر / ساعت
- اینگونه حس می‌شود29°
- بادغرب جنوب غربی 11 کیلومتر / ساعت
- رطوبت87%
- شاخص UV4 از 10
- پوشش ابر61%

30%
غرب جنوب غربی 8 کیلومتر / ساعت
16%
جنوب غرب 7 کیلومتر / ساعت
13%
جنوب جنوب غربی 5 کیلومتر / ساعت
12%
جنوب جنوب شرقی 4 کیلومتر / ساعت
10%
جنوب جنوب شرقی 4 کیلومتر / ساعت
7%
جنوب جنوب شرقی 4 کیلومتر / ساعت

## پنجشنبه ۱۸ خرداد
10%
جنوب جنوب شرقی 6 کیلومتر / ساعت
14%
جنوب 6 کیلومتر / ساعت
8%
جنوب 6 کیلومتر / ساعت
14%
جنوب جنوب غربی 5 کیلومتر / ساعت
17%
جنوب جنوب غربی 5 کیلومتر / ساعت
16%
جنوب جنوب غربی 5 کیلومتر / ساعت
12%
جنوب جنوب غربی 5 کیلومتر / ساعت
18%
جنوب جنوب غربی 5 کیلومتر / ساعت
15%
جنوب جنوب غربی 5 کیلومتر / ساعت
18%
جنوب جنوب غربی 7 کیلومتر / ساعت
11%
جنوب غرب 10 کیلومتر / ساعت
33%
جنوب غرب 10 کیلومتر / ساعت
62%
غرب جنوب غربی 10 کیلومتر / ساعت
67%
غرب جنوب غربی 10 کیلومتر / ساعت
72%
غرب 12 کیلومتر / ساعت
71%
غرب جنوب غربی 14 کیلومتر / ساعت
68%
جنوب غرب 12 کیلومتر / ساعت
59%
غرب جنوب غربی 10 کیلومتر / ساعت
53%
جنوب غرب 9 کیلومتر / ساعت
43%
غرب جنوب غربی 8 کیلومتر / ساعت
33%
جنوب غرب 6 کیلومتر / ساعت
24%
جنوب 4 کیلومتر / ساعت
24%
جنوب جنوب شرقی 4 کیلومتر / ساعت
17%
جنوب جنوب شرقی 4 کیلومتر / ساعت

## جمعه ۱۹ خرداد
13%
جنوب جنوب شرقی 4 کیلومتر / ساعت
16%
جنوب 4 کیلومتر / ساعت
16%
جنوب 5 کیلومتر / ساعت
14%
جنوب جنوب غربی 4 کیلومتر / ساعت
8%
جنوب جنوب غربی 5 کیلومتر / ساعت
17%
جنوب جنوب غربی 4 کیلومتر / ساعت
16%
جنوب جنوب غربی 4 کیلومتر / ساعت
22%
جنوب جنوب غربی 3 کیلومتر / ساعت
24%
جنوب جنوب غربی 3 کیلومتر / ساعت
17%
جنوب غرب 4 کیلومتر / ساعت
21%
جنوب غرب 8 کیلومتر / ساعت
24%
غرب جنوب غربی 10 کیلومتر / ساعت
38%
غرب 11 کیلومتر / ساعت
42%
غرب شمال غربی 13 کیلومتر / ساعت
54%
غرب شمال غربی 14 کیلومتر / ساعت
50%
شمال غرب 15 کیلومتر / ساعت
40%
شمال غرب 14 کیلومتر / ساعت
آب و هوای 10 روزه
از ۱۶:۰۵ CDT
طوفان تا ساعت 18:15 ادامه دارد.

## چهارشنبه ۱۷ خرداد
50%
غرب جنوب غربی 11 کیلومتر / ساعت
- اینگونه حس می‌شود29°
- بادغرب جنوب غربی 11 کیلومتر / ساعت
- رطوبت87%
- شاخص UV4 از 10
- پوشش ابر61%

30%
غرب جنوب غربی 8 کیلومتر / ساعت
16%
جنوب غرب 7 کیلومتر / ساعت
13%
جنوب جنوب غربی 5 کیلومتر / ساعت
12%
جنوب جنوب شرقی 4 کیلومتر / ساعت
10%
جنوب جنوب شرقی 4 کیلومتر / ساعت
7%
جنوب جنوب شرقی 4 کیلومتر / ساعت

## پنجشنبه ۱۸ خرداد
10%
جنوب جنوب شرقی 6 کیلومتر / ساعت
14%
جنوب 6 کیلومتر / ساعت
8%
جنوب 6 کیلومتر / ساعت
14%
جنوب جنوب غربی 5 کیلومتر / ساعت
17%
جنوب جنوب غربی 5 کیلومتر / ساعت
16%
جنوب جنوب غربی 5 کیلومتر / ساعت
12%
جنوب جنوب غربی 5 کیلومتر / ساعت
18%
جنوب جنوب غربی 5 کیلومتر / ساعت
15%
جنوب جنوب غربی 5 کیلومتر / ساعت
18%
جنوب جنوب غربی 7 کیلومتر / ساعت
11%
جنوب غرب 10 کیلومتر / ساعت
33%
جنوب غرب 10 کیلومتر / ساعت
62%
غرب جنوب غربی 10 کیلومتر / ساعت
67%
غرب جنوب غربی 10 کیلومتر / ساعت
72%
غرب 12 کیلومتر / ساعت
71%
غرب جنوب غربی 14 کیلومتر / ساعت
68%
جنوب غرب 12 کیلومتر / ساعت
59%
غرب جنوب غربی 10 کیلومتر / ساعت
53%
جنوب غرب 9 کیلومتر / ساعت
43%
غرب جنوب غربی 8 کیلومتر / ساعت
33%
جنوب غرب 6 کیلومتر / ساعت
24%
جنوب 4 کیلومتر / ساعت
24%
جنوب جنوب شرقی 4 کیلومتر / ساعت
17%
جنوب جنوب شرقی 4 کیلومتر / ساعت

## جمعه ۱۹ خرداد
13%
جنوب جنوب شرقی 4 کیلومتر / ساعت
16%
جنوب 4 کیلومتر / ساعت
16%
جنوب 5 کیلومتر / ساعت
14%
جنوب جنوب غربی 4 کیلومتر / ساعت
8%
جنوب جنوب غربی 5 کیلومتر / ساعت
17%
جنوب جنوب غربی 4 کیلومتر / ساعت
16%
جنوب جنوب غربی 4 کیلومتر / ساعت
22%
جنوب جنوب غربی 3 کیلومتر / ساعت
24%
جنوب جنوب غربی 3 کیلومتر / ساعت
17%
جنوب غرب 4 کیلومتر / ساعت
21%
جنوب غرب 8 کیلومتر / ساعت
24%
غرب جنوب غربی 10 کیلومتر / ساعت
38%
غرب 11 کیلومتر / ساعت
42%
غرب شمال غربی 13 کیلومتر / ساعت
54%
غرب شمال غربی 14 کیلومتر / ساعت
50%
شمال غرب 15 کیلومتر / ساعت
40%
شمال غرب 14 کیلومتر / ساعت
آب و هوای 10 روزه